# Афанасьєв Степан Іванович
Степан Іванович Афанасьєв (нар. 25 жовтня 1894, село Шестаковське Мишкінського повіту Ярославської губернії, тепер Ярославської області, Російська Федерація — 13 січня 1965, місто Ленінград, тепер Санкт-Петербург, Російська Федерація) — радянський діяч промисловості, директор заводу «Красный Путиловец» у Петрограді, голова Ленінградської Ради народного господарства. Кандидат у члени ЦК ВКП(б) у 1930—1934 роках.

## Життєпис
Народився в селянській родині. Закінчив Рибінське механіко-технічне училище. З 1912 року працював слюсарем і розмітником у Санкт-Петербурзі.
Член РСДРП(б) з 1912 року.
З 1914 року працював робітником-розмітником Путиловського заводу Петрограда. З 1916 року — член Нарвсько-Петергофського підпільного районного комітету РСДРП(б), працівник просвітницької комісії еооперативу «Трудовий шлях».
З березня 1917 року — член заводського комітету Путиловського заводу, член Нарвсько-Петергофської районної ради. Брав активну участь у Жовтневому перевороті 1917 року в Нарвсько-Петергофському районі Петрограда. З листопада 1917 року — член виконавчого комітету Петроградської ради.
До березня 1919 року — заступник голови виконавчого комітету Нарвсько-Петергофської районної ради Петрограда.
У березні — вересні 1919 року — голова виконавчого комітету Нарвсько-Петергофської районної ради Петрограда.
У вересні 1919 — листопаді 1920 року — на політичній роботі в Червоній армії.
У 1920—1921 роках — секретар районного комітету КП(б) України міста Миколаєва.
У 1921 році — заступник завідувача Петроградської губернської політпросвіти.
У листопаді 1921 — лютому 1922 року — голова виконавчого комітету Нарвсько-Петергофської районної ради Петрограда.
У лютому 1922 — 1924 року — керуючий (директор) заводу «Красный Путиловец» у Петрограді.
У 1924—1929 роках — директор тресту «Котлотурбіна» в Ленінграді.
У 1929—1930 роках — голова Ленінградської Ради народного господарства.
У 1930—1934 роках — директор металічного заводу «Красный котельщик» у Ленінграді.
З 1934 року — на господарській роботі в Ленінграді.
З 1952 року — персональний пенсіонер у Ленінграді.
Помер 13 січня 1965 року в місті Ленінграді (тепер Санкт-Петербурзі).

## Нагороди
- орден Трудового Червоного Прапора